# Blue clover
株式会社blue clover(ぶるーくろーばー)は、日本の東京都渋谷区に本社を置くクリエイティブ・プロダクションである。主に映像制作を手掛けている。
2021年1月清算。

## 本社所在地
東京都渋谷区道玄坂2丁目18-11 サンモール道玄坂4F